# Nicola Ruffolo
Nicola Ruffolo (Cosenza, 2 aprile 1914 – Roma, 31 gennaio 1995) è stato un notaio, scrittore e filosofo italiano.
Era nipote del pianista e compositore Alfonso Rendano e fratello del designer Sergio Ruffolo e dell'economista e uomo politico Giorgio Ruffolo.

## Biografia
Tornato a Roma nel 1942 dal fronte della Campagna Greco-Albanese della Seconda Guerra pluridecorato con 4 medaglie al valore per diverse intrepide azioni contro il nemico, in cui venne ferito con arma da fuoco trapassante il petto, organizzò in seno al Ministero dell'Interno una cellula di resistenza partigiana, che gli valse l'attestazione di Partigiano combattente e una medaglia di bronzo al valore Partigiano.
Per via della delazione di un componente del gruppo di Resistenza del fratello Sergio, fu arrestato insieme al fratello, all'alba dell'8 maggio dalla Banda Pollastrini-Koch e incarcerato dapprima alla Pensione Jaccarino in via Romagna, poi trasferito verso metà maggio 1944, in Regina Coeli insieme al fratello Sergio, dove ebbero a condividere la cella con Pintor e Salinari discutendo del dopo liberazione.
Trasferito sempre insieme al fratello Sergio, a via Tasso fu interrogato da Herbert Kappler e separato dal fratello. L'iniziale sentenza di morte venne commutata in deportazione.
La mattina del 4 giugno, qualche ora prima dell'ingresso degli alleati in Roma, all'abbandono di Roma da parte dei Tedeschi, fu fatto uscire dal carcere insieme a un centinaio di prigionieri,  per essere avviato su uno dei 3 torpedoni in attesa a Piazza San Giovanni per essere deportato in Germania. Il quarto torpedone fu invece quello destinato all'eccidio di La Storta  dove venne ucciso Bruno Buozzi. A questo proposito riferisce nel suo resoconto, che quella mattina del 4 giugno, le SS gli impedirono il suo proposito di salire proprio su quel 4° torpedone, scostato dagli altri, avvalorando la tesi che l'eccidio era premeditato e non una reazione impulsiva del comandante. Quindi costretto a salire su uno dei restanti 3 torpedoni, Nicola Ruffolo si gettò da uno di essi, mentre il convoglio era in marcia, nella notte tra il 4 e il 5 giugno.  Riuscì a far perdere le tracce e a liberarsi nonostante le SS avessero fermato il convoglio e lo avessero inseguito nella campagna nei pressi di Ficulle .
Di tale arresto e prigionia è dato conto in un suo racconto "Roma 1944 , storia della mia cattura e fuga dalle SS" pubblicato nel 2014 su ilmiolibro.it a cura del figlio Andrea Ruffolo e menzionato come fonte di informazione per la detenzione dei fratelli Nicola e Sergio Ruffolo alla Pensione Iaccarino e a Via Tasso nel libro di Marco Ruffolo La Musica della memoria pubblicato nel 2023.
Al termine della guerra, avviò la carriera di Notaio a Grosseto. Fu uomo colto, conversatore brillante con battute spesso umoristiche. Nell'estate 1958 fu operato alle corde vocali per un tumore e si trasferì con la famiglia a Roma.
Nel 1972 in occasione della trasmissione RAI "Testimoni oculari" di Sergio Zavoli, circa la detenzione a Via Tasso, venne intervistato il fratello Sergio. La sua condizione di laringectomizzato per il tumore alle corde vocali, fu probabile causa della mancata intervista.
Tuttavia egli non è citato nella trasmissione, in quanto il fratello Sergio omise di nominarlo nell'intervista, causando uno spiacevole dissapore familiare, tenuto conto delle drammatiche e indimenticabili circostanze di quei momenti vissuti insieme. 
Fu amico e intrattenne corrispondenza tra gli altri, con Ruggero Orlando, Carlo Levi, Ludovico Ragghianti, Iolena Baldini (giornalista di Paese Sera come Berenice), Antonello Trombadori, Franca Valeri, Marcello Morante ( fratello di Elsa), Carlo Cassola, il giornalista dell'Unità Mario Melloni ( Fortebraccio) per idee e per la comune patologia tumorale, Antonio del Guercio, Angelo Maria Ripellino, Francesco Gabrielli, Mario Rigoni Stern. 
Notevole la mole dei suoi scritti rimasti inediti e il cui interesse di pensiero, investe gli argomenti più disparati .
Nicola Ruffolo è stato uno scrittore e filosofo italiano, vincitore del premio Presidenza del Consiglio dei Ministri 1978 con l'opera poetico filosofica 'La Cosmologica'.
Fondatore del pensiero metafisico possibilista basato sulle nuove teorie della relatività generale di Albert Einstein e della fisica dei quanti di Niels Bohr.
Tra le sue opere letterarie pubblicate: "America... come pretesto" con la prefazione di Ruggero Orlando, "Il possibilismo" con la prefazione di Walter Mauro, "Guazzabuglio" con prefazione dell'orientalista Francesco Gabrieli e illustrazioni di Andrea Ruffolo.

## Opere letterarie
- Quadri di una esposizione, Roma, Barone 1972
- Cosmologica, Roma, A. Signorelli, 1977
- Guazzabuglio, Roma, Remo Croce 1982
- Il possibilismo: suggerimento filosofico eutimistico-terapeutico, Roma, C. Mancosu 1991
- Oltre le ali di Icaro, Roma, C. Mancosu 1991
- America... come pretesto, Roma, Il ventaglio 1993
- Roma 1944: storia della mia cattura e fuga dai nazisti, ilmiolibro, 2012, ristampato da Feltrinelli nel 2014 con revisione a cura di Andrea Ruffolo[2]

## Premi e riconoscimenti
- 1978 - premio Nazionale Presidenza del Consiglio dei Ministri con l'opera poetico filosofica La Cosmologica